# Stenella
A Stenella az emlősök (Mammalia) osztályának párosujjú patások (Artiodactyla) rendjébe, ezen belül a delfinfélék (Delphinidae) családjába tartozó nem.

## Rendszerezés
A nembe az alábbi 5 élő faj és 1 fosszilis faj tartozik:
- pettyes delfin (Stenella attenuata) J. E. Gray, 1846
- sisakos delfin (Stenella clymene) J. E. Gray, 1846
- csíkos delfin (Stenella coeruleoalba) Meyen, 1833
- foltos delfin (Stenella frontalis) G. Cuvier, 1829
- trópusi delfin (Stenella longirostris) (J. E. Gray, 1828)
- †Stenella rayi

## Neve
A nemnek a neve, a görög „stenos” szóból ered, aminek jelentése „szűk”. A nevet 1866-ban John Edward Gray alkotta meg. Akkortájt Gray a mai Stenella nemet a Steno cetnem alnemének tekintette. A mai rendszertan alkotók, a régi nemet ketté osztják; az egykori Stenella alnemet nemi rangra emelték. A Steno nemben ilyenformán csak egy faj maradott, a barázdásfogú delfin (Steno bredanensis).

## Előfordulásuk
Az állatok a Föld összes trópusi és mérsékelt övi tengerében megtalálhatók.

## Megjelenésük
A Stenella-fajokat „pettyes delfinek”-nek vagy „kantáros delfinek”-nek is lehet nevezni, mivel születésükkor és fiatal korukban egyszínűek, de ahogy nőnek és idősödnek testükön minél több petty és folt kezd megjelenni.

### Fordítás
- Ez a szócikk részben vagy egészben  a   Stenella című angol Wikipédia-szócikk ezen változatának fordításán alapul.  Az eredeti cikk szerkesztőit annak laptörténete sorolja fel. Ez a jelzés csupán a megfogalmazás eredetét és a szerzői jogokat jelzi, nem szolgál a cikkben szereplő információk forrásmegjelöléseként.